# Dar el-Ma
El Dar el-Ma és un enorme edifici quadrat que es convertí en els magatzems de Mulay Ismail, a Meknès, al Marroc. Les seves enormes dimensions, proporcionals a les del palau, donen una idea del gegantisme que caracteritzen les obres d'aquest sultà.
S'hi guardaven les reserves de gra per als 12.000 cavalls de les quadres d'Ismail. Però Dar el-Ma significa "la casa de l'aigua", i encara actualment es poden veure les cisternes de 40 m de profunditat, de les quals es treia l'aigua mitjançant un sistema de sínies, probablement mogudes per cavalls.
Aquestes sales immenses, amb murs altíssims i de diversos metres de gruix, reben la llum de claraboies obertes al centre de la volta.
L'estructura és contigua als graners de Mulay Ismail.